# Santa Cruz (rivier in Arizona)
De Santa Cruz is een rivier in de Verenigde Staten en Mexico met een lengte van 296 km. De rivier ontspringt in het zuiden van Arizona en stroomt eerst zuidwaarts door het noorden van Sonora (Mexico). De rivier stroomt vervolgens noordwaarts de Verenigde Staten in, door Nogales en Tucson, en mondt uit in de Gila.
De Santa Cruz is een periodieke rivier die een groot deel van het jaar droog staat. Dit is een gevolg van het aftappen van water voor landbouw en menselijk gebruik vanaf de 20e eeuw. Voordien droogde de bovenloop van de rivier niet op en waren de oevers begroeid met wilgen en populieren. Deze oeverbossen bestaan nog maar op enkele plaatsen, zoals in Nogales waar er afvalwater in de rivier wordt geloosd.
- Library of Congress Control Number: sh85117368
- Nationale Bibliotheek van Israël: 987007555965405171
- Virtual International Authority File: 2671156919251254970005